# Digi24
Digi24 är en rumänsk nyhetskanal ägd av RCS & RDS. Kanalen påbörjade sina sändningar i december 2010 under namnet 10 TV, men fick sin nuvarande profil efter en återlansering två år senare. Digi24 sänder dygnet runt i HDTV-format.
Kanalens logotyp och grafik är framtagen av det brittiska företaget Kemistry.